# سیارک ۳۸۹۳
سیارک ۳۸۹۳ (به انگلیسی: 3893 DeLaeter، نامگذاری:1980FG12) ، سه هزار و هشتصد و نود و سومین سیارک کشف شده‌است که در ۲۰ مارس ۱۹۸۰ کشف شد.
قدر مطلق سیارک برابر ۱۳٫۳۰ است.